# Japánkeserűfű
A japánkeserűfű (Fallopia) a keserűfűfélék (Polygonaceae) családjának egyik növénynemzetsége. 12-15 faját gyakran a sensu lato értelmezett Polygonum nemzetségbe sorolták, mások csak a Fallopia sectio Reynoutriát tekintik japánkeserűfűnek. Lágy szárú évelő növények, lágy és fás szárú kúszónövények tartoznak ide. Az északi félgömb mérsékelt és szubtrópusi területein honos.
Több fajuk özönnövény, különösen az ártéri japánkeserűfű Európa és Észak-Amerika területén.
A nemzetség nevét a padovai botanikus kert felügyelőjéről, Gabriello Fallopióról, avagy Fallopiusról kapta. Fallopiust egyben a modern anatómia egyik alapítójának is tekintik, Vesaliusszal és Eustachiusszal együtt.

## Fajok
- Fallopia baldschuanica (syn. Fallopia aubertii, Polygonum baldschuanicum, Polygonum aubertii). Kelet-Ázsia
- Fallopia cilinodis (syn. Polygonum cilinode, Bilderdykia cilinodis). Észak-Amerika
- Fallopia convolvulus (syn. Polygonum convolvulus, Bilderdykia convolvulus). Európa, Ázsia, Észak-Afrika

F. convolvulus var. subalatum
- Fallopia cynanchoides (syn. Polygonum cynanchoides). Nyugat-Kína
- Fallopia dentatoalata (syn. Polygonum dentatoalatum). Kelet-Ázsia
- Fallopia denticulata (syn. Polygonum denticulatum). Dél-Kína
- Fallopia dumetorum (syn. Polygonum dumetorum, Bilderdykia dumetorum). Európa, Ázsia, Észak-Afrika
- Fallopia forbesii (syn. Polygonum forbesii). Észak-Kína, Korea
- Fallopia japonica, ártéri japánkeserűfű (syn. Polygonum cuspidatum, Polygonum japonicum, Polygonum reynoutria, Reynoutria japonica). Kelet-Ázsia

F.japonica var. compacta
F.japonica var. compacta f. rosea Hort.
- Fallopia multiflora (syn. Polygonum multiflorum). Kelet-Ázsia

F. multiflora var. hypoleuca
- Fallopia polystachyum.
- Fallopia pterocarpa (syn. Polygonum pterocarpum). Dél-Ázsia
- Fallopia sachalinensis, óriás japánkeserűfű (syn. Polygonum sachalinense, Reynoutria sachalinensis). Kelet-Szibéria
- Fallopia scandens. Észak-Amerika

Hibridek:
Az ártéri japánkeserűfű és az óriás japánkeserűfű hibridje, a Fallopia × bohemica (syn. Polygonum × bohemicum) cseh japánkeserűfű néven ismert.
A Fallopia × conollyana (F. baldschuanica × F. japonica) is ismert özönnövény.

## Inváziós fajként

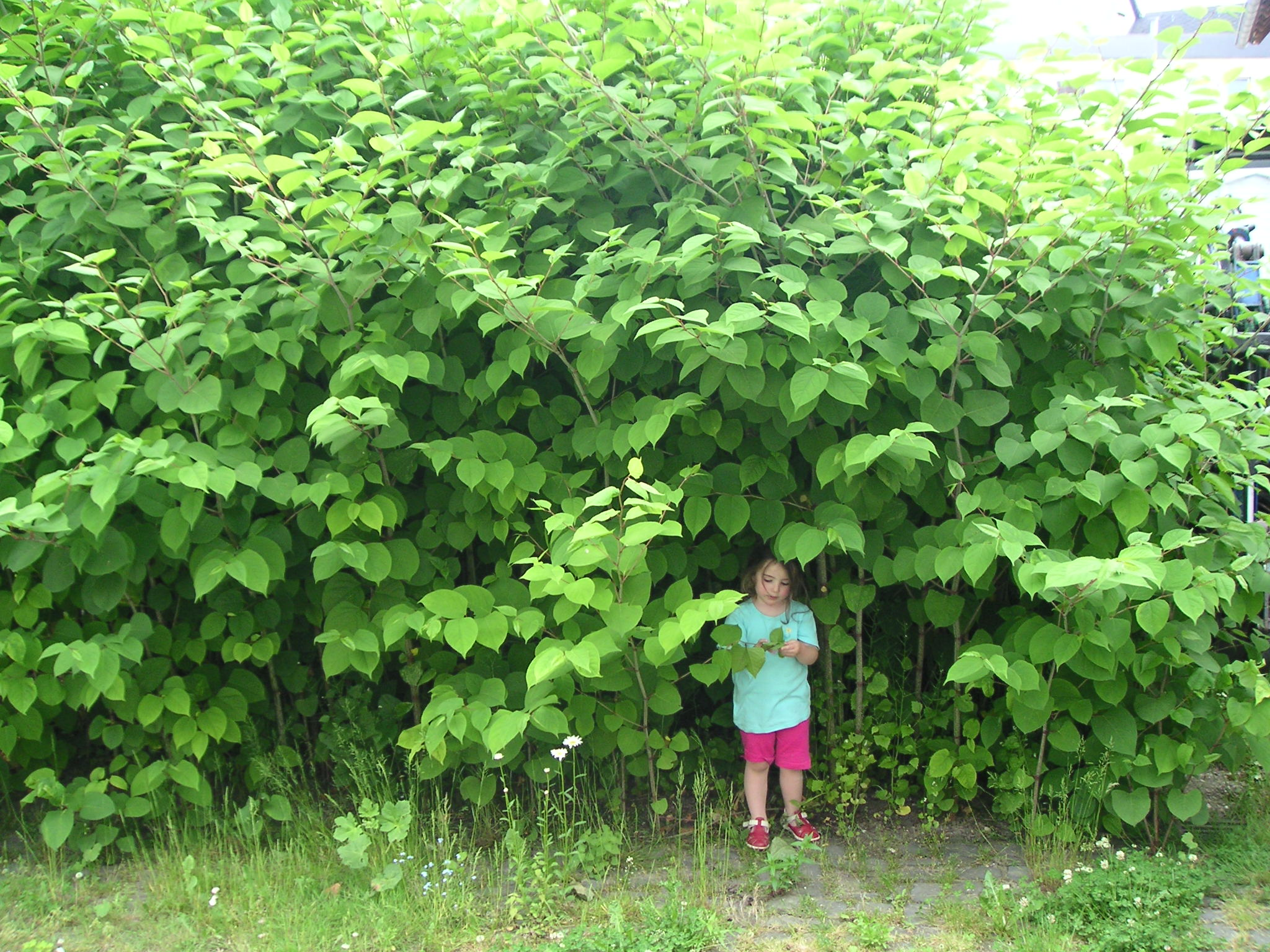
A Fallopia több faja képes ehhez hasonló bozótokat alkotni

Több japánkeserűfű-fajt, de különösen az ártéri, az óriás és a himalájai japánkeserűfűt gyomnövénynek, inváziós fajnak tekintenek. A 19. században Japánból először Nagy-Britanniába, onnan Észak-Amerikába került dísznövényként.
Egyes fajok rendkívül gyors növekedésre képesek a tavasz folyamán: az óriás japánkeserűfű eléri a 4,5 métert nyárra, az ártéri a 3 métert, és a „törpe” himalájai japánkeserűfű az 1,5-2 métert. Japánban itadori-nak (イタドリ), „erős növénynek” is nevezik. Egyes fajaik az anyanövénytől 7-20 méter távolságra, legalább 2 méter mélyre érő rizómáik (sarjadzásra képes gyökereik) kiterjedt hálózatának segítségével gyors terjeszkedésre képesek. Akár 1 centiméteres gyökér- vagy szárdarabok is képesek növénykolóniát létrehozni. Áradáskor, magas vízálláskor a növény vagy egyes részei a folyókba vagy vízmosásokba kerülnek, így új helyekre jutnak el. Ahogy más inváziós fajoknál is előfordul, a gyakran bolygatott talaj lehetővé teszi a fiatal japánkeserűfű-egyedeknek, hogy gyors növekedésükkel elnyomják a többi növényt, és egyeduralkodóvá váljanak a területen. A vágás, nyírás, ásás és gyomirtózás, különösen a növekedési időszak elejétől a közepéig ritkán vezet eredményre, gyakran még stimulálja is a koronagyökér vagy a rizómák alvó rügyeinek feléledését.

## Orvosi hatásai
Újabban az ártéri japánkeserűfű és más japánkeserűfüvek szárában lévő magas transzresveratrol-tartalmat próbálják felhasználni. A korábban főleg a vörös szőlő héjában fellelt resveratrol több kutatás alanya vélt öregedésgátló hatása miatt.

## Fordítás
- Ez a szócikk részben vagy egészben a Fallopia című angol Wikipédia-szócikk ezen változatának fordításán alapul.  Az eredeti cikk szerkesztőit annak laptörténete sorolja fel. Ez a jelzés csupán a megfogalmazás eredetét és a szerzői jogokat jelzi, nem szolgál a cikkben szereplő információk forrásmegjelöléseként.